# Sparatoria di Shvut Rahel del 2015
La sparatoria di Shvut Rahel del 2015 fu un attentato condotto in Cisgiordania da palestinesi, che rivendicavano di svolgere attività di resistenza colpendo civili dello Stato avverso. Per l'ordinamento giuridico dello Stato che provvide alla cattura dei responsabili, invece, si trattò di un atto di terrorismo.

## Cronaca
Il 29 giugno 2015, degli uomini armati di Hamas aprirono il fuoco su un veicolo civile che si muoveva lungo l'Autostrada 60 israeliana vicino a Shvut Rahel, in Cisgiordania. 4 israeliani a bordo dell'auto furono feriti e portati d'urgenza in ospedale, dove uno morì. I sospetti vennero successivamente arrestati.
Secondo i servizi di sicurezza israeliani, la stessa cellula militante di Hamas che aveva effettuato questo attentato, aveva sparato, 2 giorni prima, a diversi veicoli tra cui un'ambulanza su una strada vicino a Beitin, senza causare vittime.
I gruppi militanti palestinesi Fath-Intifada, il Fronte Popolare per la Liberazione della Palestina (comunisti) e le Brigate Ezzedin al-Qassam (l'ala militare di Hamas) affermarono ciascuno di aver effettuato la sparatoria. Abdallah As'hak e Faiz Ahmed furono incriminati per l'omicidio.
L'arabo palestinese Amjad Hamad fu condannato all'ergastolo per essere a capo della cellula terroristica di 4 uomini di Hamas che effettuò la sparatoria.